# Claravalls (Huesca)
Claravalls (Claravalls en catalán ribagorzano) es una localidad despoblada perteneciente al municipio español de Arén, en la Ribagorza, provincia de Huesca, Aragón. Se encuentra despoblado desde el año 1991.

## Toponimia
Aparece en textos medievales como Clarevals o Clarisvallibus. La primera mención es de 1211. Aparece como Clares Vals en el fogaje de 1405.

## Historia
Aparece citado por primera vez en el 1130 cuando se menciona a Juan de Claravalls en el documento de consagración de la iglesia de San Miguel de Cornudella, aunque posteriormente aparece como señor del lugar Guillermo de Claravalls, hijo y heredero de Arnau de Sanauja, colaborador cercano del rey Pedro II.
Perteneció al antiguo municipio de Cornudella de Baliera.
Hacia mediados del siglo XIX, el lugar, por entonces con ayuntamiento propio, tenía contabilizada una población de 28 habitantes. La localidad aparece descrita en el sexto volumen del Diccionario geográfico-estadístico-histórico de España y sus posesiones de Ultramar de Pascual Madoz de la siguiente manera:

CLARAVALLS: l. con ayunt. en la prov. de Huesca (10 leg.), part. jud., y adm. de rentas de Benabarre (5), dióc. de Seo de Urgel (18), aud. terr., y c. g. de Zaragoza (30). sit. sobre una colina; es combatido de todos los vientos con clima frio y sano. Tiene 4 casas, una igl. parr. (Virgen del Rosario). Confina el térm. N. barranco de Bergamuy; E. Areny; S. Soliva, y O. Colominas. El terreno es quebrado y poco fértil: emana en el mismo una fuente. caminos son locales. El correo se recibe de Areny por particulares. prod. cereales; se cria ganado lanar y cabrio; caza de perdices, conejos y liebres. pobl.: 4 vec. de catastro, 28 alm. contr. 1,275 rs. 14 maravedises.
(Madoz, 1847, p. 475)

## Patrimonio
- Iglesia de la Virgen del Rosario,[5]es un templo de planta rectangular con cabecera semicircular con bóveda de cañón del siglo XI [6]aunque posteriormente se le añadió una capilla lateral.[7] Fue incluida en la Lista Roja de la Fundación Hispania Nostra el 11 de diciembre del 2019 debido al peligro de derrumbe de la iglesia junto con el recinto fortificado que la rodea.[8]
- Casa Fuerte, se trata de un conjunto compuesto por los restos de una casa fortificada de la cual aún se mantienen en pie los restos de una galería de arcos aunque el piso superior está derrumbado[9]fue incluido en la Lista Roja de la Fundación Hispania Nostra el 11 de diciembre del 2019 jutno con la iglesia de la Virgen del Rosario, que se encuentra dentro del recinto.[8]